# Ateneo Cultural y Deportivo Don Bosco
El Ateneo Cultural y Deportivo Don Bosco es un club de rugby fundado el 21 de marzo de 1967, también conocido informalmente como Don Bosco Rugby, el cual es miembro de la Unión de Rugby de Buenos Aires (URBA); y actualmente compite en la Primera B del Torneo de la URBA.

## Historia
Es creado el 21 de marzo de 1967 por el Dr. Norberto Chindemi en el Colegio San Francisco de Sales del barrio de Almagro. Su principal objetivo era que los jóvenes pudieran realizar otras actividades que no se desarrollaban en sus colegios, principalmente rugby.
En 1969 se convierte en una institución con personería jurídica nacional. Dos años más tarde, en 1971, se obtiene un terreno en la Ruta 3, km. 40, localidad de Virrey del Pino, La Matanza, aunque en ese predio no se construye nada. Será años más tarde con la obtención de cuatro hectáreas en el año 1977, que el campo de deportes se desarrollará en el terreno de la Ruta provincial 53, km. 13.500, paraje La Capilla, Florencio Varela. En el cual inaugura su primera cancha en el año 1981. 
En 1999 se le otorga al club un predio ubicado en Quilmes Oeste para crear el Anexo Quilmes, vulgarmente conocido como “el campito”. El mismo fue inaugurado en el año 2000 y allí es donde entrenaron todas las divisiones a excepción de las infantiles que entrenaban en un predio de AySA.
En el año 2003 se obtuvo la Sede Social el Ceibo, ubicado en 9 de Julio n.º 345 Bernal.
A fines del año 2006 se obtiene un predio de 4 hectáreas al costado del peaje Bernal de la Autopista Buenos Aires – La Plata, el cual se encuentra en pleno proceso de desarrollo por medio de la construcción de ámbitos para la práctica del rugby y complementariamente también otros deportes.
En julio de 2008 se vendió el Anexo Quilmes, y desde ese momento las divisiones juveniles y superior entrenaron provisoriamente en un nuevo anexo, ubicado a corta distancia del primer predio de entrenamiento, que pertenecía a Racing Club.
El día 1 de julio de 2017 el club levanta "las haches" de la cancha del predio de Bernal, ultimando así los detalles definitivos previos a la inauguración del mismo.
El 13 de octubre de 2017 se produce la inauguración de la que será la nueva casa del Ateneo, con victorias 54 a 0 de la pre-intermedia, seguido por otra 17-8 de la intermedia y coronada con victoria 50 a 36 de la primera sobre su par de St Brendan's correspondiente a la primera división C del torneo de la URBA.
Ese mismo año, el Don Bosco logra el tan preciado ascenso a la 1.ª división B del Actual Torneo de la URBA

## Presidentes

### Presidentes del “Ateneo Colegial”
(antes de conseguir la Personería Jurídica)
- 1967. GUSTAVO GENTILE
- 1968. CARLOS MOYANO

### Presidentes del “Ateneo Cultural y Deportivo”
(con Personería Jurídica)
- 1969/1970. MANUEL RIVERO y HORNOS
- 1971/1976. NORBERTO CHINDEMI
- 1977/1980. ROBERTO TERRENI
- 1981/1983. EGBERTO JULIO EIFF
- 1984/1987. MIGUEL HERNANDEZ
- 1988/1989. GUILLERMO SUAREZ
- 1989/1999. JOSÉ LIZÁRRAGA
- 1999/2003. LEONARDO BORGHI
- 2003/2005. DANIEL E PERSANO
- 2005/2009. CARLOS SOBRERO
- 2009/2013. RODOLFO BREZZO
- 2013/2017. ELMER CASTRO
- 2017/2021. WALTER SANTAGATTI
- 2021/actual. RICARDO VILLANO

Fundador: DR. NORBETO CHINDEMI.

## Actualidad
Hoy el club cuenta con más de 100 jugadores en divisiones infantiles, la totalidad de las divisiones juveniles jugando torneos en grupo II del torneo de la U.R.B.A., y más de 130 jugadores fichados en el plantel de primera división. El club además cuenta con su plantel de veteranos llamado "Ocelotes". Y recientemente ha conformado su primer plantel de rugby femenino.
El Ateneo ya se encuentra asentado en su nueva casa en Bernal con 3 canchas habilitadas para torneo por la Unión, más espacios para entrenamiento, Bufet con servicio de restaurante, Parrilla, Quincho de "Terceros Tiempos", vestuarios con todas las comodidades, gimnasio y un amplio estacionamiento.

## Categorías

### Infantiles
| Categoría   | División                 |
| ----------- | ------------------------ |
| 2018 / 2017 | M-6 (Escuelita de Rugby) |
| 2016        | M-7                      |
| 2015        | M-8                      |
| 2014        | M-9                      |
| 2013        | M-10                     |
| 2012        | M-11                     |
| 2011        | M-12                     |
| 2010        | M-13                     |
| 2009        | M-14                     |

### Superior y juveniles
| Categoría   | División | Grupo    | Zona       |
| ----------- | -------- | -------- | ---------- |
| 2008        | M-15     | Grupo II | Zona C     |
| 2007        | M-16     | Grupo II | Zona D     |
| 2006        | M-17     | Grupo II | Zona C     |
| 2005 - 2004 | M-19     | Grupo II | Zona C     |
| + 2003      | Superior | Primera  | División B |